# Mézga család főcímzene (kislemez)
A Mézga család c. rajzfilmsorozat főcímzenéjét tartalmazó kislemez. Az »A« oldalon a közismert főcímzene hallható, a »B« oldalon Kriszta ad elő egy vicces beatparódiát. (Földessy Margit énekel és az Express együttes kíséri.)

## A kislemez dalai
A dalok zeneszerzője Deák Tamás, szövegeik írója Romhányi József.

### A oldal
1. Főcím zene – 3:15

### B oldal
1. Ó mondjátok meg... – 2:00